# Aloconota brunneipes
Aloconota brunneipes är en skalbaggsart som först beskrevs av Thomas Casey 1906.  Aloconota brunneipes ingår i släktet Aloconota och familjen kortvingar. Inga underarter finns listade i Catalogue of Life.